# ألكسندر جوسيف
ألكسندر جوسيف (بالإنجليزية: Aleksandr Gusev) (و. 1955 – 1994 م) هو لاعب هوكي الحقل من الاتحاد السوفيتي، وروسيا، ولد في سريدنورالسك، شارك في الألعاب الأولمبية الصيفية 1980، توفي في سريدنورالسك، عن عمر يناهز 39 عاماً.

## جوائز
حصل على جوائز منها:
- ماستر في الرياضة في اتحاد الجمهوريات الاشتراكية السوفياتية، صنف دولي  [لغات أخرى]‏.

## روابط خارجية
- ألكسندر جوسيف على موقع أوليمبيديا (الإنجليزية)